# Río Aff
El río Aff es un río de Francia que discurre por la región de Bretaña. Es afluente por la margen izquierda del río Oust en la cuenca del río Vilaine.
Nace en el bosque de Paimpont, en la comuna de Paimpont. Posteriormente, el río atraviesa las comunas de Campénéac, Beignon, Plélan-le-Grand, Saint-Malo-de-Beignon, Guer, Loutehel, Maure-de-Bretagne, Les Brulais, Comblessac, Quelneuc, Bruc-sur-Aff, Sixt-sur-Aff, Carentoir, La Chapelle-Gaceline, La Gacilly, Cournon, Glénac, Bains-sur-Oust y Saint-Vincent-sur-Oust. La confluencia en el río Oust se produce en el límite de estas tres comunas, a las afueras de Glénac.
Sus principales afluentes son el río Oyon y el río Rahun.